# Latas vacías
Latas Vacías es una película paraguaya del género de suspenso y drama, estrenada el 20 de septiembre de 2014, dirigida por Hérib Godoy. Es el primer largometraje de la ciudad de Coronel Oviedo, en Paraguay.

## Trama
Alfonso es un buscador de “plata yvyguy” (tesoros enterrados hace 150 años, durante la Guerra de la Triple Alianza), que emprende una última excavación con su socio, antes de irse a comenzar una nueva vida con su hermano pequeño a la ciudad de Coronel Oviedo. Sin embargo, la traición desata una serie de tragedias inesperadas y sobrenaturales.

## Producción
El popular mito de los tesoros enterrados durante la Guerra de la Triple Alianza, ocurrida entre 1864 a 1870, se denomina en el idioma guaraní como "plata yvyguy". La leyenda conlleva una maldición de las víctimas asesinadas durante el entierro de las riquezas, cuyos espíritus escogerían a las almas buenas que se merecen la antigua recompensa.

## Reconocimientos
El 29 de septiembre de 2014, durante el acto de clausura del 23° Festival Internacional de Cine, Arte y Cultura - Paraguay 2014, en el Teatro Municipal de Asunción; “Latas Vacías” se convirtió en la primera película paraguaya en obtener el Premio Panambí Mejor Película Voto del Público 2014, alcanzando la máxima puntuación (el promedio de 4,5), entre 30 largometrajes internacionales.